# Aurel Vlaicu

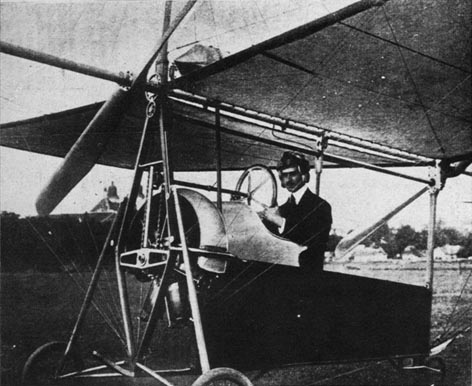
Aurel Vlaicu am Steuer der Vlaicu II.

Aurel Vlaicu (* 19. November 1882 in Binținți; † 13. September 1913 in Bănești) war ein rumänischer Ingenieur, Pilot, Flugzeugkonstrukteur und Luftfahrtpionier.

## Leben und Werk
Aurel Vlaicu wurde 1882 in Transsilvanien in der Gemeinde Binținți (Kreis Hunedoara) geboren. Er besuchte das Gymnasium in Orăștie, machte sein Abitur in Sibiu und studierte ab 1902 an der Technischen Universität Budapest und später an der Technischen Hochschule München, wo er 1907 das Ingenieursdiplom in Maschinenbau erhielt. Danach arbeitete er bis Anfang 1909 als Ingenieur bei Opel in Rüsselsheim.

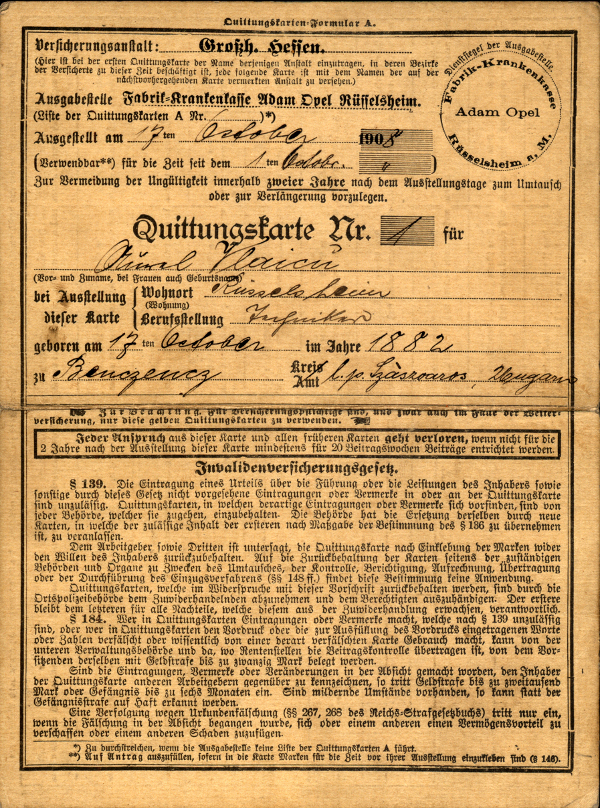
Quittungskarte A. Vlaicu am Opel Werke

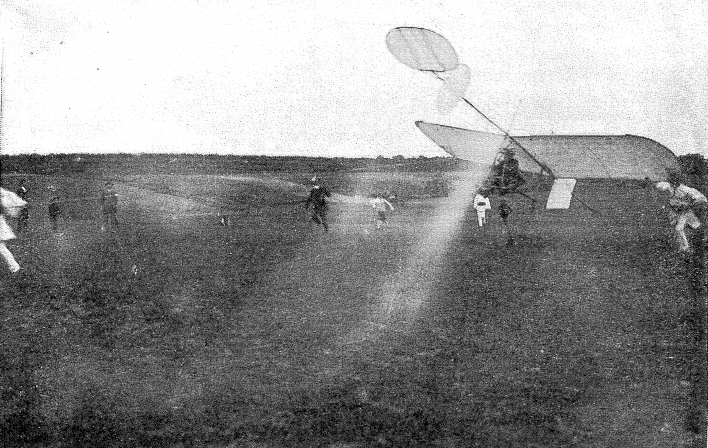
Segelflugzeug A. Vlaicu 1909

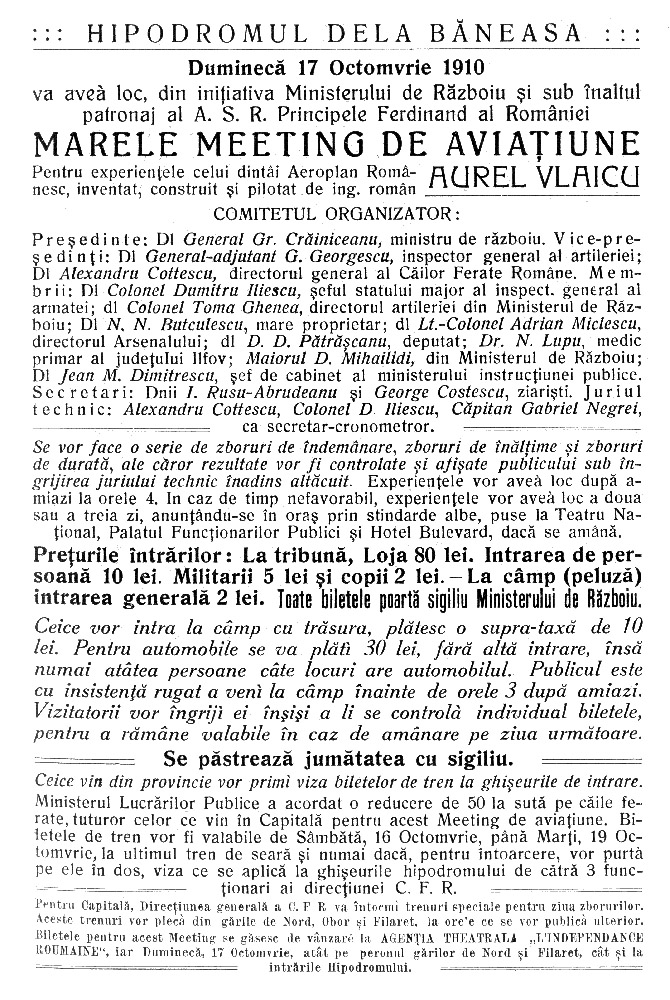
Plakat der Flugvorführung im Hippodrom Băneasa

Vlaicu kehrte 1909 nach Binținți zurück und baute zunächst ein Segelflugzeug. Er zog nach Bukarest und baute dort sein erstes Motorflugzeug Vlaicu No. I, das im Juni 1910 erstmals flog. Am 17. Oktober 1910 führte er auf dem Gelände der Pferderennbahn Băneasa bei Bukarest einen Flug vor. Das neugegründete Königlich-Rumänische Fliegerkorps kaufte daraufhin die A Vlaicu I als erstes Militärflugzeug.

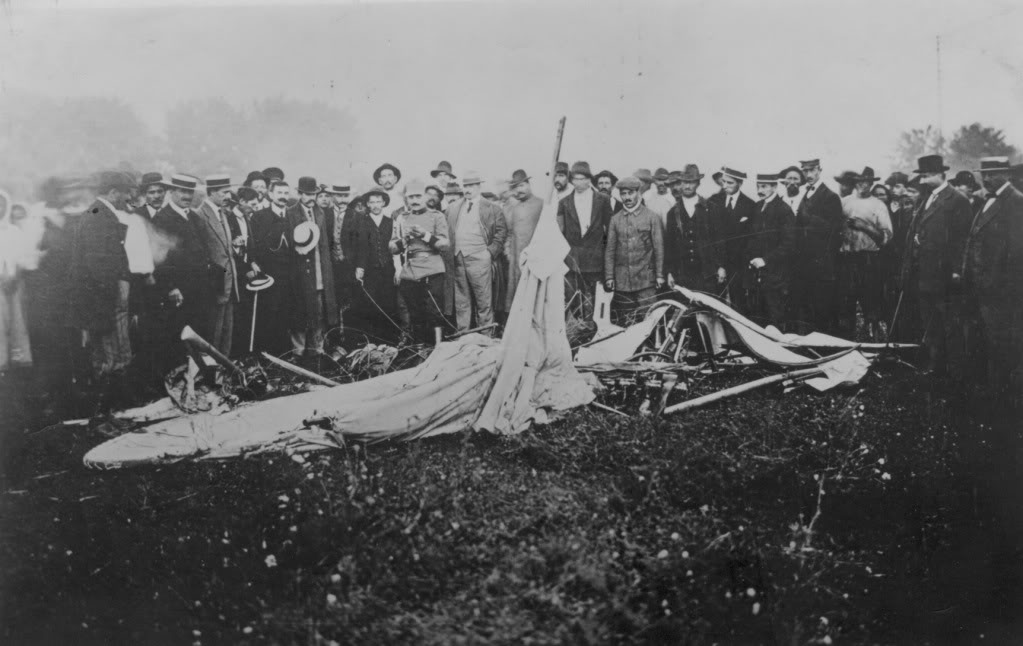
Absturzstelle September 1913

Die verbesserte Version A Vlaicu II startete erstmals im April 1911 auf dem Flugfeld im Bukarester Stadtteil Cotroceni. Damit gewann Vlaicu den ersten Preis bei der Internationalen Flugwoche vom 23. bis 30. Juni 1912 am Flugfeld Aspern in Österreich und vier weitere Platzierungen gegen die internationale Konkurrenz aus sieben Ländern. Die Wiener Zeitung Neue Freie Presse berichtete über Prämien im Wert von 4400 Kronen.
Am 13. September 1913 verunglückte Aurel Vlaicu mit der Vlaicu II in der Nähe von Câmpina bei dem Versuch die Karpaten zu überqueren, vermutlich als Folge eines Herzinfarkts.

## Postume Ehrungen

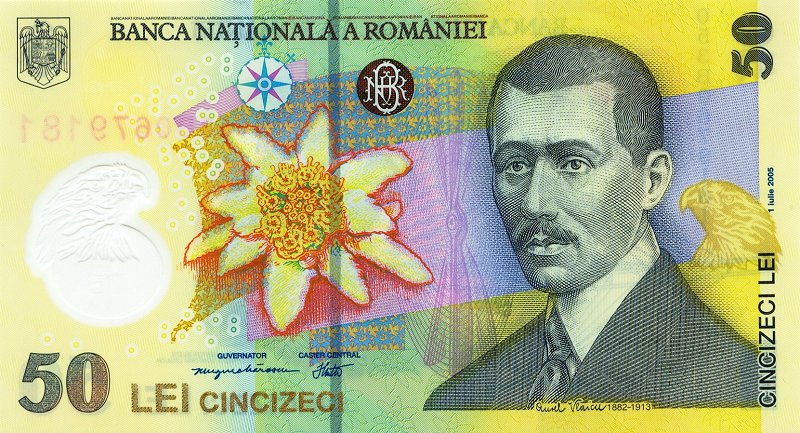
Das Konterfei Vlaicus ist auf dem rumänischen 50-Lei-Schein abgebildet

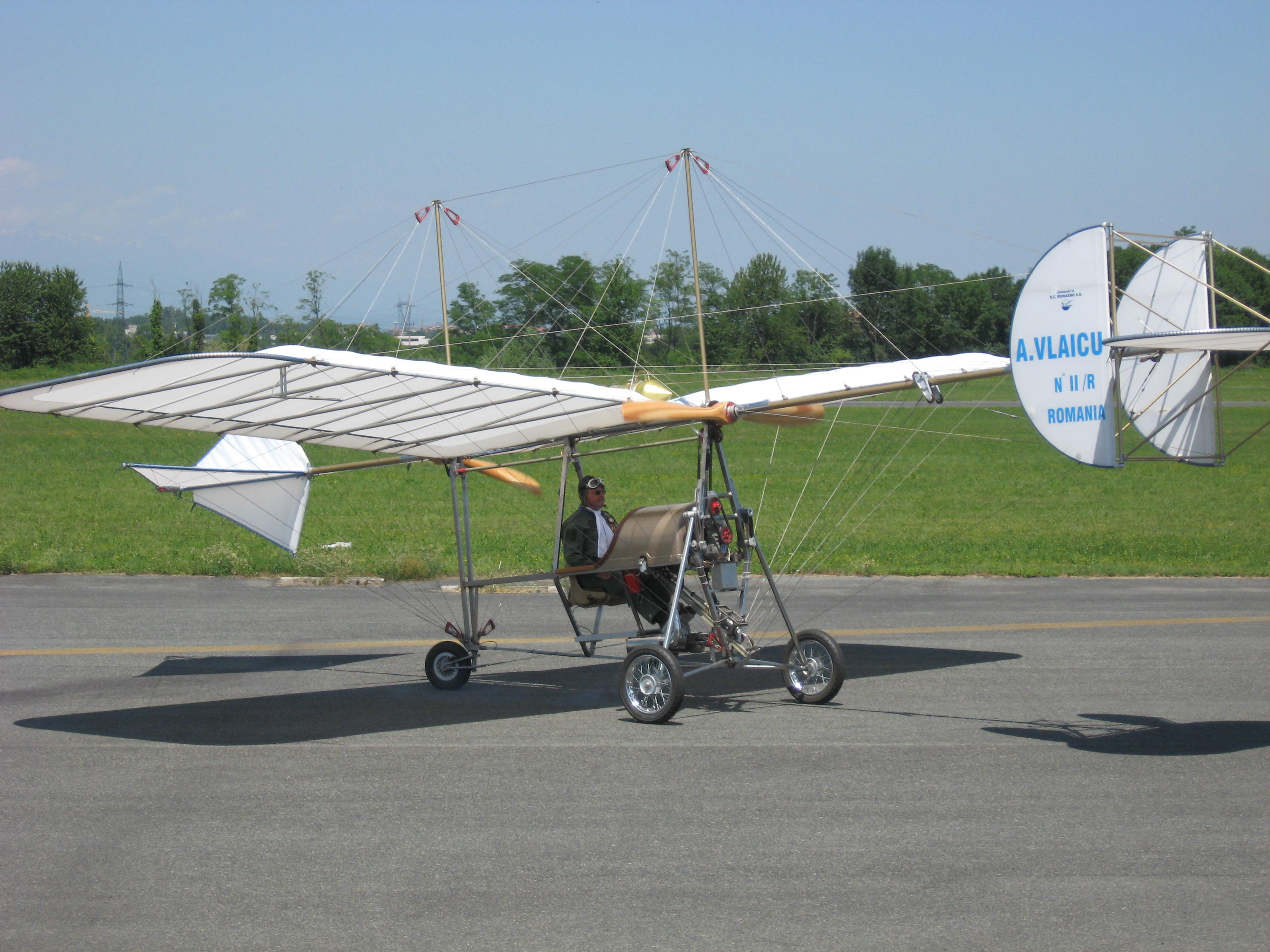
Replika Vlaicu II

1919 wurde sein Heimatdorf Binținți ihm zu Ehren in Aurel Vlaicu umbenannt. 1948 wurde der Flughafen Bukarest-Băneasa nach Aurel Vlaicu benannt und im gleichen Jahr wurde er zum Mitglied (Membri post-mortem) der Rumänischen Akademie ernannt.
1977 wurde der Film „Der kühne Flieger Vlaicu“ gedreht. Im Juli 2005 wurde eine Banknote mit seinem Konterfei herausgegeben.
Weitere Einrichtung und Orte die den Namen des Flugpioniers tragen sind:
- Universitatea „Aurel Vlaicu“ in Arad
- Piața Aurel Vlaicu, ein Platz in Timișoara
- Piata Aurel Vlaicu, in Bukarest
- Piata Aurel Vlaicu, in Hermannstadt
- Denkmal Aurel Vlaicu, auf dem Gelände des Cimitirul Șerban Vodă in Bukarest

Die staatliche Fluggesellschaft Rumäniens, TAROM, taufte am 3. November 2006 einen Airbus A318-111 auf den Namen Aurel Vlaicu.

## Trivia
Zwischen 2004 und 2008 wurde ein Replikat der A Vlaicu II durch die Fundația Aerospațială Română in Bukarest gebaut, die bei verschiedenen Gedenkveranstaltungen gezeigt und geflogen wurde. Im Jahr 2009 wurde dieses Flugzeug mit einer Bronzemedaille bei den World Air Games (WAG) in Turin ausgezeichnet.